# Congreso de Historia de la Corona de Aragón
Congreso de Historia de la Corona de Aragón (CHCA) es la reunión científica más importante y con más prestigio sobre los estudios de la Corona de Aragón. Fue fundado en Barcelona durante el 1908, continuando su labor con algunas interrupciones hasta la actualidad. En total, se han celebrado diecinueve ediciones del CHCA, caracterizándose todas ellas por la participación de investigadores de todos los campos de las humanidades (historiadores, historiadores del arte, filósofos, antropólogos, arqueólogos, filólogos y musicólogos) y por su carácter internacional. 

## Historia del CHCA
En 1908, con la celebración en Montpelier del 700 aniversario del nacimiento de Jaime I de Aragón, nació la iniciativa en Barcelona de celebrar un congreso de historia sobre la Corona de Aragón que reuniese eruditos de todos los territorios del antiguo reino. Esta idea dio como resultado el nacimiento y la formación de lo que sería el Congreso de Historia de la Corona de Aragón. 
Los congresos se realizaron ininterrumpidamente hasta el 1923, año en que se paralizan debido a la inestabilidad política y la represión cultural derivada de la instauración de la dictadura de Primo de Rivera. Una vez pasada la Guerra Civil Española y la posguerra, los congresos no se volverán a realizar hasta 1952 (cuarta edición), gracias al auspicio de la Institución «Fernando el Católico» de Zaragoza que retomará la iniciativa, la cual seguirá hasta la actualidad. Estos se caracterizaron por mantener el catalán como lengua cooficial del congreso y por respetar el numeral de los reyes de la Corona de Aragón.

## Congresos
- I Congreso. Barcelona, 1908. Jaume I i la seva època.

- II Congreso. Huesca, 1920. El siglo XII.

- III Congreso. Valencia, 1923. El període comprès entre la mort de Jaume I i la proclamació de Ferran d’Antequera.

- IV Congreso. Palma de Mallorca, 1952. Ferran I d’Antequera i Alfons el Magnànim.

- V Congreso. Zaragoza, 1955. Fernando el Católico.

- VI Congreso. Cagliari, 1957. Relaciones económicas y comerciales en el Mediterráneo del siglo XII al XVI.

- VII Congreso. Barcelona, 1962. Jerónimo Zurita. La seva obra i l’estat general de la investigació històrica.

- VIII Congreso. Valencia, 1967. La Corona d’Aragó en el segle XIV.

- IX Congreso. Nápoles, 1973. La corona d’Aragona e il Mediterraneo: aspetti e problemi comuni, da Alfonso il Magnanimo a Ferdinando il Cattolico (1416-1516).

- X Congreso. Zaragoza, 1976. Jaime I y su época.

- XI Congreso. Palermo, 1982. La società mediterranea all’epoca del Vespro.

- XII Congreso. Montpelier, 1985. Historiographie de la Couronne d'Aragon.

- XIII Congreso. Palma de Mallorca, 1987. La Corona d’Aragó i l’Atlàntic.

- XIV Congreso. Sassari-Alghero, 1990. La corona d’Aragona in Italia (secc. XIII-XVIII).

- XV Congreso. Jaca, 1993. El poder real en la Corona de Aragón.

- XVI Congreso. Nápoles, 1997. La corona d’Aragona ai tempi di Alfonso il Magnanimo.

- XVII Congreso. Barcelona-Lérida, 2000. El mon urbà a la Corona d’Aragó del 1137 als decrets de Nova Planta.

- XVIII Congreso. Valencia, 2004. La Mediterrània de la Corona d’Aragó. Segles XIII-XVI. VII centenari de la sentència arbitral de Torrellas. 1304-2004.

- XIX Congreso. Caspe, Alcaníz y Zaragoza, 2012. El Compromiso de Caspe (1412), Cambios Dinásticos y Constitucionalismo en la Corona de Aragón.